# Michael Anthony Scott
Michael Anthony Scott (* 13. März 1986 in Indianapolis, Indiana), genannt Mike Scott, ist ein US-amerikanischer Basketballspieler. Nach dem Ende seines Studiums in seinem Heimatland spielte Scott als Profi in Europa, darunter eine Spielzeit in der Basketball-Bundesliga 2010/11 bei der BG 74 aus Göttingen. Anschließend spielte Scott zwei Jahre in der Košarkaška liga Srbije, unterbrochen nur von einem kurzen Engagement bei Spirou BC Charleroi in der Wallonie. Für die Saison 2013/14 ging Scott dann erneut in den französischsprachigen Raum und unterschrieb einen Vertrag beim Erstliga-Rückkehrer EB Pau-Lacq-Orthez im Südwesten Frankreichs.

## Karriere
Scott wechselte zum Studium aus seiner Geburtsstadt an die Kent State University in Kent (Ohio), wo er für das Hochschulteam Golden Flashes in der Mid-American Conference der NCAA Division I spielte. Die Golden Flashes gewannen 2006 und 2008 die Meisterschaft dieser Conference, verloren jedoch jeweils ihr Erstrundenspiel in der landesweiten Endrunde der NCAA.
2008 begann Scott seine professionelle Karriere beim türkischen Zweitligisten aus Trabzon, der nach einem ersten Platz in der Hauptrunde jedoch in der Aufstiegsrunde den Sprung in die höchste Spielklasse verpasste. In der Spielzeit 2009/10 war Scott dann für den ungarischen Erstligisten aus Körmend aktiv, der am Ende der Spielzeit einen dritten Platz belegte. Scott selbst war für das All-Star Game der ungarischen Liga in dieser Spielzeit nominiert. Zur Basketball-Bundesliga 2010/11 bekam Scott einen Vertrag beim deutschen EuroChallenge-Gewinner BG 74 Göttingen. Im Eurocup 2010/11 erreichte Scott mit der Göttinger Mannschaft die K.-o.-Spiele im Viertelfinale, in denen man gegen Benetton Treviso ausschied. In der Zwischenrunde der 16 besten Mannschaften in diesem europäischen Vereinswettbewerb wurde Scott als Most Valuable Player des ersten Spieltags ausgezeichnet. Vor Beginn der Play-offs um die deutsche Meisterschaft löste der Verein jedoch den Vertrag mit Scott.
Zur Saison 2011/12 wechselte Scott nach Serbien, wo er für KK Radnički aus Kragujevac in der höchsten serbischen Spielklasse Košarkaška liga Srbije (KLS) und der supranationalen adriatischen Liga (ABA) spielte. Für Radnički, die am Ende der Spielzeit in der ABA den achten Platz belegten, war Scott zweitbester Scorer mit 17,6 Punkten und bester Rebounder mit 6,6 Abprallern pro Spiel. In der Effektivitätswertung erreichte damit den zweiten Platz und war nur ein wenig schlechter als sein Mannschaftskamerad David Simon. In der nationalen Meisterschaft schied Scott mit Radnički in der Halbfinalserie der Play-offs gegen den späteren Vizemeister Roter Stern Belgrad aus. Zur Spielzeit 2012/13 unterschrieb Scott zunächst einen Vertrag beim belgischen Vizemeister Spirou BC aus Charleroi, wechselte aber bereits Ende Oktober 2012 nach drei Meisterschaftsspielen zurück nach Serbien, wo er fortan für Roter Stern spielt. Mit Roter Stern reichte es zu einem serbischen Pokalsieg und zur Vizemeisterschaft hinter KK Partizan Belgrad in der KLS und der ABA. Für die Saison 2013/14 unterschrieb Scott dann einen Vertrag beim traditionsreichen Erstliga-Rückkehrer Élan Béarnais aus Pau in der französischen LNB Pro A.